# Kemono

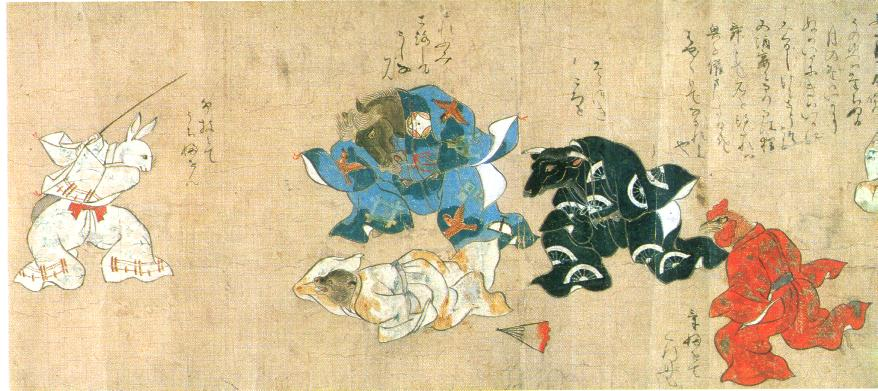
Kemono-Taiheiki, ein traditionelles japanisches Gemälde aus der Muromachi-Periode

Kemono (japanisch 獣 ‚wildes Tier‘) ist eine Domäne der japanischen Kunst und des Figurdesigns, die hauptsächlich fiktionale, tierähnliche Charaktere in menschlichen Umgebungen und Situationen zeigt. Sie wird weitgehend in Zeichnungen, Malereien, Manga, Anime und Computerspielen benutzt und wird auch außerhalb Japans zunehmend beliebt.
Menschenähnliche Kemono-Charaktere werden Jūjin oder Kemonobito (beides 獣人 geschrieben, wörtlich „Tiermensch“), Therianthropen, genannt. Ihre einzigartige Darstellung unterscheidet sich von Künstler zu Künstler, aber im Allgemeinen vereint sie positive Charakterzüge mit Tiereigenschaften, die als süß und liebenswert angesehen werden. Dennoch besitzen die meisten Kemono-Charaktere menschlichen Charakter und handeln nur selten wie die Tiere, nach denen sie modelliert wurden.
Kemono werden normalerweise auf dieselbe Art dargestellt, auf die man in einer gegebenen Situation auch Menschen darstellen würde: Sie sprechen, tragen Kleidung, essen menschliches Essen und leben in Häusern.